# Masashi Fujimoto
Masashi Fujimoto (Hiroshima, 10 maggio 1963) è un attore, cantante e musicista giapponese.

## Biografia
Ha studiato musica presso il Kunitachi College of Music di Tokyo, dopodiché ha iniziato la sua carriera di cantante e musicista, alternandola con quella di attore. Ha recitato in diversi film, tra cui Gambit - Una truffa a regola d'arte.

## Filmografia
Gambit - Una truffa a regola d'arte, regia di Michael Hoffman (2012)